# Vampire Weekend (álbum)
Vampire Weekend es el álbum debut de la banda de indie rock Vampire Weekend, editado en enero de 2008 en XL Recordings. El álbum fue autoproducido, con colaboraciones de Jeff Curtin y Shane Stoneback
En los Estados Unidos, el álbum vendió sobre 27 000 copias en su primera semana de lanzamiento, debutando en el número 17 del Billboard 200. En la undécima semana en las listas del Reino Unido alcanzó el puesto nº 15. Además alcanzó el nº 37 en Australia.
El primer sencillo, "Mansard Roof", fue editado el 28 de octubre de 2007. El segundo sencillo, "A-Punk", fue editado a comienzos del 2008. El álbum fue llamado el quinto mejor álbum de 2008 por la revista Time. Y fue puesto en el Nº 56 en la lista del mejor álbum de la década hecho por la revista Rolling Stone.

## Grabación
El álbum fue grabado en una serie de ambientes incluyendo; un sótano en donde "se daba una buena ubicación para grabar baterías" ; un establo; los departamentos de dos miembros de la banda y el Tree Fort studio en Brooklyn. Las ubicaciones tuvieron un efecto en el sonido que se producía, lo cual quedó demostrado en una sesión grabada a comienzos de 2007 en un establo, las cuales produjeron "baterías con mucho eco".
En octubre del 2007, el líder de la banda Ezra Koenig dijo que tenían "algunas de las canciones [...] desde hace mucho tiempo", así que ellos eran conscientes de cómo debía sonar el álbum pero "solo faltaba ajustarlo y mezclarlo un poco". Koenig también dijo que los miembros de la banda estaban "realmente emocionados" sobre dos canciones en particular, las cuales fueron grabadas alrededor de septiembre de 2007, llamadas "I Stand Corrected" y "M79".

## Lista de canciones
Todas las canciones fueron escritas por Rostam Batmanglij, Ezra Koenig, Christopher Tomson y Chris Baio excepto donde se le indique
| N.º | Título                                                     | Duración |  |
| 1.  | «Mansard Roof»                                             | 2:07     |  |
| 2.  | «Oxford Comma»                                             | 3:15     |  |
| 3.  | «A-Punk»                                                   | 2:17     |  |
| 4.  | «Cape Cod Kwassa Kwassa»                                   | 3:34     |  |
| 5.  | «M79» (Batmanglij, Koenig)                                 | 4:15     |  |
| 6.  | «Campus» (Batmanglij, Koenig)                              | 2:56     |  |
| 7.  | «Bryn»                                                     | 2:13     |  |
| 8.  | «One (Blake's Got a New Face)» (Koenig, Slinger Francisco) | 3:13     |  |
| 9.  | «I Stand Corrected»                                        | 2:39     |  |
| 10. | «Walcott»                                                  | 3:41     |  |
| 11. | «The Kids Don't Stand a Chance»                            | 4:03     |  |
| 12. | «Ladies of Cambridge (bonus Track en la edición japonesa)» | 2:40     |  |
| 13. | «Arrows (bonus Track en la edición japonesa)»              | 3:04     |  |

## Personal
- Ezra Koenig – voz, guitarra, piano, tambores
- Rostam Batmanglij – órgano, chamberlin, piano, clavicordio, guitarra, armonías vocales, programación de batería y sintetizadores, sacudidor, producción, arreglos de cuerdas, ingeniero de sonido, mezcla
- Chris Baio – bajo
- Christopher Tomson – batería, guitarra
- Hamilton Berry – chelo
- Jonathan Chu – violín, viola
- Jeff Curtin – tambores, sacudidor
- Wesley Miles – voz
- Jessica Pavone – violín, viola
- Joey Roth – tambores

## Posiciones en listas
| Lista de éxitos          | posición |
| ------------------------ | -------- |
| ARIA Top 50 Albums Chart | 37       |
| Swedish Albums Chart     | 44       |
| UK Albums Chart          | 15       |
| UK Indie Chart           | 1        |
| US Billboard 200         | 17       |